# Egidijus Juodvalkis

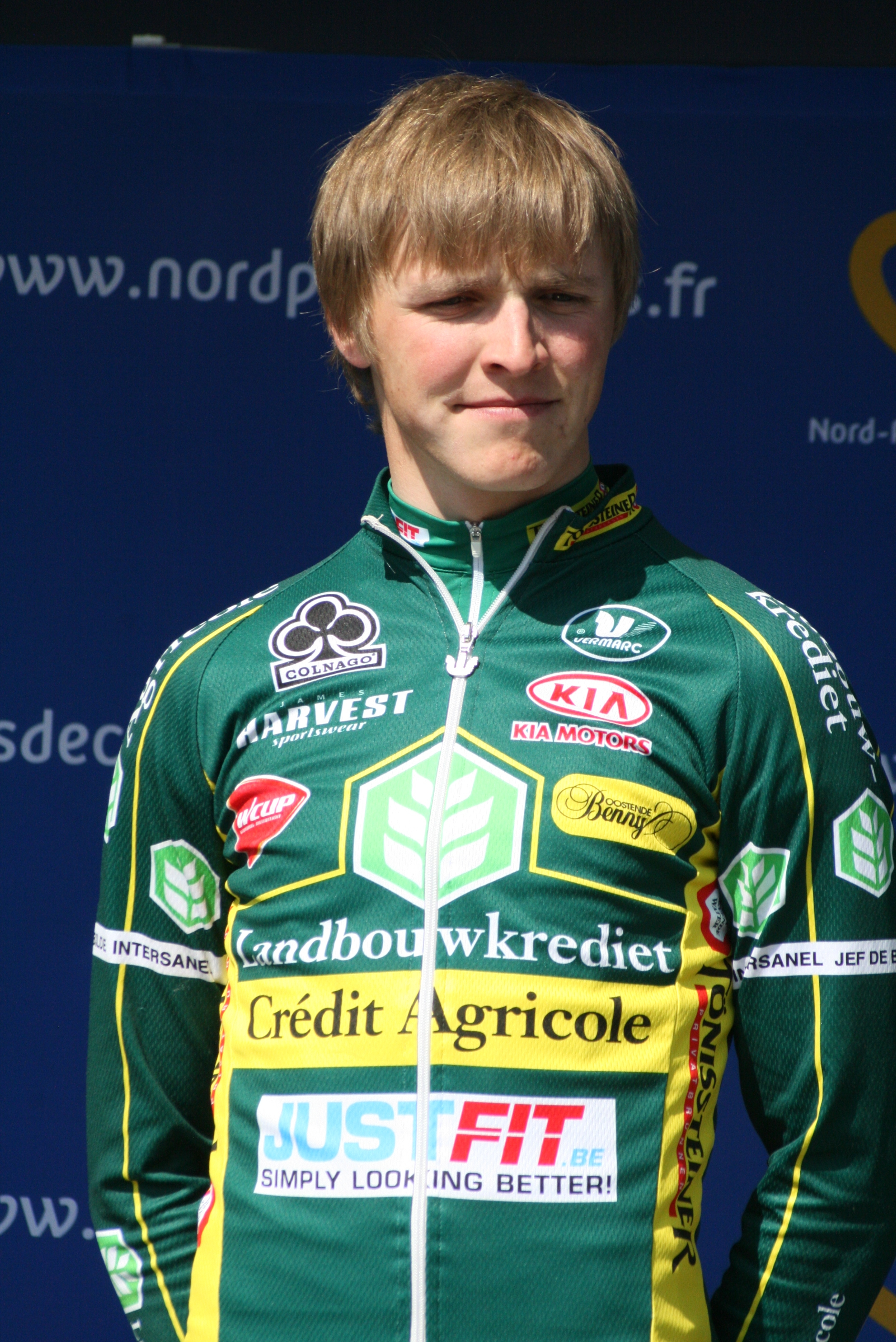
Egidijus Juodvalkis bei den Vier Tagen von Dünkirchen 2011

Egidijus Juodvalkis (* 8. April 1988) ist ein ehemaliger litauischer Radrennfahrer.

## Leben
Egidijus Juodvalkis wuchs in Klaipėda auf.
Er begann seine internationale Radsportkarriere 2007 bei dem belgisch-litauischen Continental Team Klaipeda-Splendid. In seinem ersten Jahr dort gewann er mit seinem Team das Mannschaftszeitfahren bei der Ronde van de Provincie Antwerpen. Im nächsten Jahr wechselte er zu der kasachischen Mannschaft Ulan, wo er Vierter der Gesamtwertung bei der Mazovia Tour wurde. 2009 fuhr Juodvalkis für das Team Piemonte und wurde litauischer Meister im Straßenrennen. Im Jahr 2011 fuhr Juodvalkis für das UCI Professional Continental Team Landbouwkrediet und gewann mit einer Etappe der Tour de Picardie sein erstes Radrennen des UCI-Kalenders. Zwei Jahre später gewann er mit De Kustpijl sein einziges internationales Eintagesrennen.

## Erfolge
2009
- Litauischer Meister – Straßenrennen

2011
- eine Etappe Tour de Picardie

2012
- Grote Prijs Stad Sint-Niklaas

2013
- De Kustpijl

## Teams
- 2007 Klaipeda-Splendid
- 2008 Ulan
- 2009 Team Piemonte
- 2010 Palmans-Cras
- 2011 Landbouwkrediet
- 2012 Landbouwkrediet-Euphony
- 2013 Crelan-Euphony
- 2014 Team 3M
- 2015 Colba-Superano Ham